# 札場筋交差点
札場筋交差点（ふだばすじこうさてん）は、兵庫県西宮市にある交差点。

## 概要
東西に走る国道2号に、北から国道171号が、南から札場筋線が合流する交通の要衝である。地図で見ると国道171号の終点であるかのように見えるが、171号の終点は神戸市中央区三宮東であり、西宮市札場筋交差点から神戸市三宮東までの14.9 km間は国道2号と国道171号との重複区間となる。
札場筋交差点は、ここを先頭に国道171号、札場筋線方面から来た車とそちらへ右左折する2号線の車でよく渋滞し、阪神間における渋滞の名所の一つとなってきた。また、札場筋線を南へ直進すると西宮大橋をわたって阪神高速5号湾岸線西宮浜出入口や新西宮ヨットハーバーにも繋がっているので、トラックの交通量も少なくない。
特に渋滞の激しかった2号線東行きについては、2004年度に改良工事を行い、それまで左折1車線、直進1車線、右折1車線だったところを交差点の手前のみ1車線増やして、左折1車線、直進2車線、右折1車線とした結果、渋滞がかなり緩和される効果が上がった。
交差点には、人の横断用に歩道橋が1971年に設置され、地上は自動車と自転車のみが通行するようになっていたが、歩道橋を使わず横断歩道が無いまま自転車用の横断個所を歩いて渡る歩行者が多く、2003年4月から2006年3月の3年間だけで62件の人身事故が起きていた（うち3件は重傷事故）。このため、地元の要望も受けて、2007年3月に横断歩道と歩行者用信号が設置された。現在はほとんどの人が横断歩道を使っている。

## 合流道路
- 国道2号（神戸、大阪方面）
- 国道171号（京都、宝塚方面）
- 札場筋線（阪神電鉄西宮駅、西宮浜方面）

## 周辺
- 阪神電鉄西宮駅
- 兵庫県立西宮病院